# If I Left the Zoo
If I Left the Zoo è il terzo album in studio del gruppo musicale statunitense Jars of Clay, pubblicato il 9 novembre 1999.

## Tracce
1. Goodbye, Goodnight – 2:53
2. Unforgetful You – 3:20
3. Collide – 4:46
4. No One Loves Me Like You – 3:48
5. Famous Last Words – 3:26
6. Sad Clown – 4:27
7. Hand – 3:36
8. I'm Alright – 3:40
9. Grace – 4:31
10. Can't Erase It – 3:35
11. River Constantine – 4:48

## Classifiche
| Classifica (1999) | Posizione massima |
| ----------------- | ----------------- |
| Stati Uniti       | 44                |